# アリラン (小説)
『アリラン』は、趙廷来の長編歴史小説。著者の代表作の一つとされる。
1994年から刊行され、350万部を売り上げ、日本に対する韓国人の視線に影響を与えた。

## 内容に対する批判
李栄薫は、「商品化された民族主義」の事例として『アリラン』を分析して、歴史小説としての資格と内容のどちらも未達と批判しており、『アリラン』に登場する日本人「虐殺者」の真偽に関して考察し、「狂気に満ちている増悪の歴史小説」として痛烈に批判している。
歴史小説一つを完成するためにトラック一台分量の資料を渉猟した司馬遼太郎を想起しながら、趙廷来はどの位の資料を渉猟したのかと問うて、「一種の狂気、虐殺の狂気と逆の意味の狂気」「私はいち小説家がこのようなおびただしい虚構の史実を、さも堂々と歴史的史実として叫ぶことができるという事実が、不思議でしょうがない」「日帝下植民時期は収奪と虐殺でいっぱいになり、怒りと憎悪だけで説明できるような時代ではなかった。受難と侮蔑の時代だったが、新しい学習と成就の時代でもあった。植民地期の民族史的ないし世界史的意義を全体的に理解するためには、このような均衡の取れた視点が必要だ。私はこれから、誰か新しい歴史小説家が出て植民地期の収奪と開発を象徴する金堤と群山の歴史を省察した歴史小説をまた書いてくれることを待ちこがれてやまない」と評して、趙廷来の「植民地時代の歴史を具体的で総体的に知らせるために小説を書いた」という言葉は空虚でしかないと批判している。
李栄薫は、『アリラン』では「売国奴」「親日派」の代表格とされる李完用により朝鮮半島の穀倉地帯金堤が日露戦争後、日本人地主に奪われたと描写しているが、金堤は19世紀までは葦が生えた荒れ地であり、ここが穀倉地帯として開発され始めたのは1910年以後のことであり、この金堤を日本人に奪われたのではなく、葦だらけの荒野だった金堤を日本の半島統治が始まった1910年以降、半島に移住した日本人が自ら開発し、穀倉地帯に変貌させたと指摘しており、さらに、農地を奪われた朝鮮人が故郷を捨て満州に移住したという描写とは違い、水利組合を通じて金堤が開発されることによって朝鮮人が集まり始めたことを指摘している。
李栄薫は、史実さえ覆い隠した事例が枚挙に暇がないほど多いとして、具体的には、日本の千島列島で朝鮮人4千人が虐殺されたとする小説の事件は事実ではないこと、土地調査事業を舞台に、事業の実務を担った朝鮮人買弁が日本人の巡査と結託して、土地の申告書を知らない愚かな農民から土地を奪い、土地を奪われた農民が買弁たちに抗議し、体当たりして傷を負わせ、日本人巡査がその農民を木にくくりつけ、「朝鮮刑事令」によって即決処刑で銃殺するシーンを描写し、即決処刑が4000件以上に上ると説明しているが、李栄薫は「そのようなことはあり得なく、またそのような法令も存在しなかった」として、「小説家の想像力というものはあまりにも逞しく、鳥肌が立ってしまいそうです。くだんの作者は、たとえ当時が植民地時代であっても、法が存在していたという事実を完全に無視しています。一介の巡査が人を即決で処刑するなんて。日本が1911年に公布した『朝鮮刑事令』という法に、はたしてそのような条項があるのか聞いてみたいものです」と批判している。
そして李栄薫は、あたかもポルトガルの貿易商人がアフリカと南米の未開地域に入り込み、放蕩の限りを尽くしたように、植民地時代の農村を描いて、朝鮮人は、村人が罪もなく銃殺されても、指をくわえて見ている惰弱で卑怯な野蛮人として、一人の小説家により空前絶後の野蛮時代として描かれる。そのことを「はたして本当にそうだったのでしょうか。ともあれ、小説を読んだ数多くの若者は、その時代を野蛮な時代だと考えることでしょう。そうすると、ひいては彼らこそ野蛮人のように乱暴に二十世紀の歴史というものを考えることでしょう。なんとも恐ろしいことです」と批判する。
凶暴な種族が弱い種族を強奪し虐殺するという韓国社会に内在する「種族主義文化」を形象化し、実在の歴史を幻想の歴史、すなわち虐殺と強奪の狂気にすり替えることで本書は商業的、文化的に成功したが、より良い先進的な社会へと導く価値観や理念は本書では発見できなかったとし、韓国の民主主義が持つ種族主義をさらに促進したと批判した。
WoW!Koreaは、「あくまでも『小説』である分、内容の真偽は関係ないかもしれないが、この『歴史小説』を大勢の韓国人が『歴史』として認識している。大勢の青年が徹夜して本を読みながら『民族の受難』を思い浮かべ、涙を流しながら読んでいた」と報じている。